# Rosie Webster
Rosie Webster, es un personaje ficticio de la serie de televisión británica Coronation Street, interpretada por la actriz Helen Flanagan del 23 de enero de 2000 hasta el 10 de febrero de 2012. Anteriormente Sophie fue interpretada por la actriz Emma Collinge del 24 de diciembre de 1990 hasta diciembre de 1999.